# Aeroportul Jahrom
Aeroportul Jahrom (IATA: JAR, ICAO: OISJ) este un aeroport din Jolgah Rural District⁠(d), Central District⁠(d), Jahrom County⁠(d), Persida, Iran ce deservește zona Jahrom. A fost deschis în 1969 și numit după zona deservită.
Situat la o altitudine de 1.024 m, aeroportul dispune de o singură pistă și ocupă o suprafață de 1.240.000 m². Este operat de Iran Civil Aviation Organization⁠(d).